# Kleiner Kranichsee, Butterwegmoor und Henneberger Hang
Das Naturschutzgebiet Kleiner Kranichsee, Butterwegmoor und Henneberger Hang liegt westlich von Johanngeorgenstadt im Westen des Erzgebirgskreises in Sachsen. Ein großer Teil der Fläche ist zusätzlich durch das FFH-Gebiet „Erzgebirgskamm am Kleinen Kranichsee“ geschützt.

## Lage
Das Gebiet erstreckt sich auf etwa 2,5 km über die Gemarkungen Johanngeorgenstadt und Wildenthal. Die Höhenlage beträgt etwa 850 m ü. NN am Henneberger Hang bis 945 m ü. NN am Kleinen Kranichsee. Im Süden wird das Naturschutzgebiet durch die Grenze nach Tschechien begrenzt, wo sich das 6,02 ha große Naturreservat  Malé jeřábí jezero anschließt.

## Geschichte

### Kleiner Kranichsee
Der Kleine Kranichsee ist ein Kammhochmoor und das einzige im Erzgebirge, dessen Kern sich auf deutscher Seite befindet. Hier liegt es in einer kleinen Senke auf der Wasserscheide zwischen dem nach Norden entwässernden Flusssystem der Zwickauer Mulde und dem nach Süden entwässernden Flusssystem der Eger. Das Hochmoor wurde bereits am 7. Juni 1939 unter Schutz gestellt und am 30. März 1961 auf 29,15 Hektar erweitert.

### Butterwegmoor
Das Butterwegmoor, ein Hochmoor, liegt nordwestlich des Kleinen Kranichsees. Es ist durch ein dichtes Grabensystem stark entwässert worden. Dieses Moorgebiet besitzt drei Moorkerne. Der östliche und der westliche Moorkern haben eine maximale Torfmächtigkeit von ca. 1,8 Metern. Das Moor wurde wahrscheinlich um 1850 zur forstlichen Nutzung tief greifend entwässert. Außerdem wurde ein etwa sechs Kilometer langer Graben auf einer Gesamtlänge von elf Hektar angelegt. Im ungefähr einen Hektar umfassenden nördlichen Moorkern setzt inzwischen eine deutliche Grabenverlandung mit Torfmoosen ein. In diesen Bereich stehen Moorkieferngehölze mit ähnlichem Artenbestand an Torfmoosen und Zwergsträuchern, auch Rauschbeere und Krähenbeere, vereinzelt Moosbeere, sowie Scheidiges und Schmalblättriges Wollgras. Es existieren noch um 30 lebende Berg- beziehungsweise Moorkiefern. Die anderen Flächen im Butterwegmoor sind von Fichtenmoorwald bedeckt, der randlich in ein Wollreitgras-Fichtenwald übergeht. Eine forstliche Nutzung der Regenerationsfläche erfolgt nicht.
Es wurden im Jahr 2000 umfangreiche Bestandsaufnahmen und Erhaltungsvorschläge für das Regenmoorgebiet Butterwegmoor erarbeitet. Die Vorschläge wurden zwischen 2002 und 2004 umgesetzt. Dabei errichtete man in den Entwässerungsgräben außer im östlichen Moorkern eine Reihe von Bretter- und Rundholzdämmen. Diese bewirkten eine deutlich erkennbare Vernässung in diesen Teilbereichen. Vermessung und Maßnahmenplanung wurden nach dem Managementplan für das Fauna-Flora-Habitat-Gebiet durchgeführt. Im östlichen Moorkern wurden auch Wasserrückhaltemaßnahmen realisiert.

### Henneberger Hang

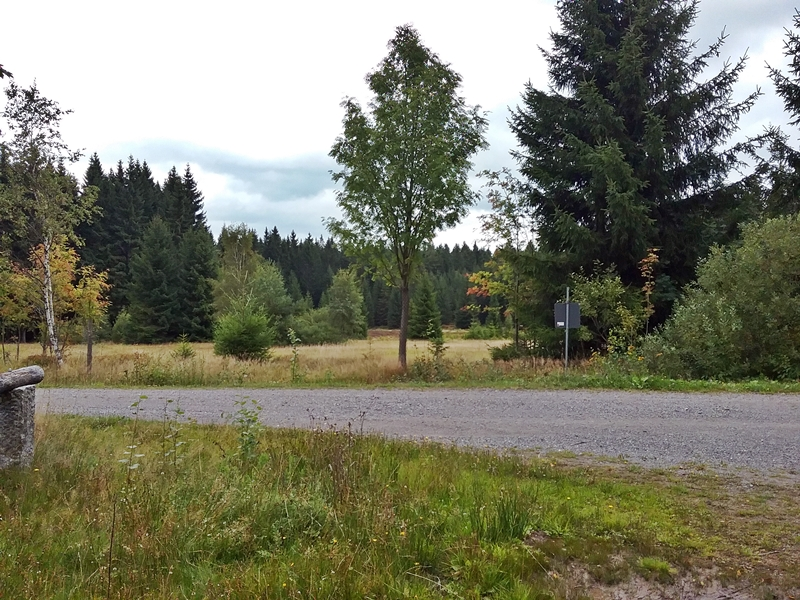
Henneberger Hang

Der Henneberger Hang liegt zwei Kilometer südwestlich von Johanngeorgenstadt und ist im Volksmund seit den 1950er Jahren als Schießplatz bekannt. Im Jahr 1654 gründeten  böhmische Exulanten die Bergstadt Johanngeorgenstadt. Der daraufhin einsetzende Bergbau hat die Landschaft im Bezug auf Land- und Forstwirtschaft erheblich verändert. Nach Jahrhunderten wechselnder Bergbautätigkeiten wurde nach dem Zweiten Weltkrieg im Jahr 1946 im Raum Johanngeorgenstadt durch die sowjetische Firma Wismut Uraninit abgebaut. Wegen der militärischen Brisanz der Urangewinnung für die sowjetische Atombomben-Produktion wurde dieses Gebiet im Henneberger Hang als Sperrgebiet erklärt und dort ein Truppenübungsplatz für sowjetische Soldaten eingerichtet. Als die Uranvorräte im Jahr 1957 aufgebraucht waren, zog sich die Firma Wismut aus dem Gebiet zurück und die kasernierte Volkspolizei und später die Grenztruppen der Nationalen Volksarmee (NVA) übernahmen den Truppenübungsplatz. Nach dem Ende der DDR im Jahr 1990 wurde der Truppenübungsplatz der Grenztruppen in Johanngeorgenstadt aufgelöst. Nach Abschluss der militärischen Nutzung wurden im Henneberger Hang nach und nach die Versiegelungsflächen entfernt und planmäßig Naturschutzmaßnahmen durchgeführt.
Heute gibt es dort ein abwechslungsreiches Biotopmosaik. Auf dem sehr trockenen terrestrischen Standort wechseln sich Zwergstrauchheiden, Nassflächen und Gehölzgruppen ab. Dort siedelten sich seltene Pflanzenarten an wie Keulen-Bärlapp, Alpen-Flachbärlapp, Isslers Flachbärlappe und Gewöhnlicher Flachbärlapp, auch erste Orchideenarten wie Breitblättriges Knabenkraut. Auch wachsen dort Pilzarten wie Heiderötling und Schwarzblauer Rötling, Täuschende Erdzunge, Heide-Keule, Blasser Adermoosling sowie Trichterförmiger, Kegeliger und Krautweide-Saftling. Auch sind dort zahlreiche Insektenarten wie Kleine Goldschrecke, Kurzflügelige Beißschrecke, Bunter Grashüpfer, Roesels Beißschrecke, Rote Keulenschrecke, Große Goldschrecke und  Nachtigall-Grashüpfer, auch Tagfalter, wie zum Beispiel Hochmoorgelbling, Wachtelweizen-Scheckenfalter, Rundaugen-Mohrenfalter, Großer Perlmuttfalter, Kleines Wiesenvögelchen und Dukatenfalter sowie Libellen-Arten wie Speer-Azurjungfer, Torf- und Braune Mosaikjungfer heimisch. Außerdem findet man die große Kreuzotter, den Wiesenpieper und den Hermelin.

## Schutzstatus
Große Teile des Naturschutzgebiets Kleiner Kranichsee, Butterwegmoor und Henneberger Hang unterliegen gemäß § 26 Absatz (1) Nummer 1 und 3 SächsNatSchG dem gesetzlichen Biotopschutz. Außerdem liegt das Gebiet im Naturpark Erzgebirge/Vogtland in den Schutzzonen 1 und 2. Das Naturschutzgebiet Kleiner Kanichsee hat eine Fläche von 29,15 Hektar. Eine Verordnung nach dem Sächsischen Naturschutzgesetz gibt es zurzeit nicht. Das Flächennaturdenkmal Hänelwiese Henneberg nördlich der Gaststätte Henneberg hat eine Fläche von 1,4  Hektar und ist seit der Verordnung vom 29. September 1994 als Flächennaturdenkmal ausgewiesen. Das Gebiet wurde auch als FFH-Gebiet bestätigt (SCI 010 E / DE  5541-301, FFH-Gebiet Erzgebirgskamm am Kleinen Kranichsee).
Die folgenden Lebensraumtypen nach Anhang I der FFH-Richtlinie unterliegen dem Verschlechterungsverbot gemäß Artikel 6 der Richtlinie: „Trockene Heiden (FFH-Lebensraumtyp 4030 Ausbildungstyp 3, Bergheide), Artenreiche Borstgrasrasen (prioritärer  FFH-Lebensraumtyp  6230*), Berg-Mähwiesen (FFH-Lebensraumtyp 6520), Lebende Hochmoore (prioritärer FFH-Lebensraumty p 7110*), Übergangs- und Schwingrasenmoor (FFH-Lebensraumtyp 7140), Bergkiefern-Moorwald (prioritärer FFH-Lebensraumtyp 91D3*), Fichten-Moorwald (prioritärer FFH-Lebensraumtyp 91D4*), Montaner Fichtenwald (FFH-Lebensraumtyp 9410)“.

## Schutzzweck
Der Moorkörper und die Regenerationsflächen im Kleinen Kranichsee müssen erhalten bleiben und sich weiterentwickeln können. Außerdem müssen das Butterwegmoor und dessen hydrologische Einzugsgebiete wegen ihrer Seltenheit, besonderen Eigenarten und hervorragenden Schönheiten geschützt werden. Aus wissenschaftlichen und naturgeschichtlichen Gründen müssen der Moorkörper und seine Umfelder zur Dokumentation der nacheiszeitlichen Moorbildung im Kammgebiet des Erzgebirges erhalten bleiben. Nach der EU-FFH-Richtlinie müssen insbesondere die Lebensraumtypen Lebende Hochmoore, Übergangs- und Schwingrasenmoor, Bergkiefern-Moorwälder und Fichtenmoorwälder, Montane Fichtenwälder, Trockene Heiden, Artenreiche Borstgrasrasen und Berg-Mähwiesen erhalten bleiben. Der Erhaltungszustand dieser Lebensraumtypen muss gesichert sein.